# Gyrostemonaceae
Gyrostemonaceae is een botanische naam, voor een familie van tweezaadlobbige planten. Een familie onder deze naam wordt zo af en toe erkend door systemen van plantentaxonomie, en zo ook door het APG-systeem (1998) en het APG II-systeem (2003).
Het gaat om een kleine familie van houtige planten, die alleen voorkomen in Australië. De familie telt anderhalf dozijn soorten in een vijftal genera.
Het Cronquist-systeem (1981) plaatst de familie in de orde Batales.